# Ядерные реакторы поколения II

Сравнение размеров корпусов реакторов поколения II.

Реакторы поколения II — коммерческие реакторы, построенные до конца 1990-х годов. Среди них прототипы и более старые версии реакторов PWR, CANDU, BWR, AGR, РБМК и ВВЭР.
Являются дальнейшим развитием реакторов поколения I, которые относятся к ранним прототипам таких энергетических реакторов, как Shippingport, Magnox / UNGG, AMB, Fermi 1 и Dresden 1. Последний коммерческий энергетический реактор первого поколения был расположен на АЭС Уильфа  и прекратил работу в конце 2015 года. Разделение конструкций реакторов на четыре «поколения» была предложена Министерством энергетики США, когда оно представляло концепцию реакторов поколения IV .
Термин «реактор поколения II+» иногда используется для модернизированных реакторов поколения II, построенных после 2000 года, таких как китайский CPR-1000, и конкурирующий с более дорогими конструкциями реакторов поколения III. Обычно модернизация включает в себя усовершенствованные системы безопасности и расчетный срок службы до 60 лет. 
Реакторы поколения II имели первоначальный расчетный срок службы 30 или 40 лет. Обычно это соответствовало сроку выплаты кредита, взятого на постройку АЭС. Однако для многих реакторов поколения II срок службы продлевается до 50 или 60 лет, также возможно второе продление срока службы до 80 лет. К 2013 году около 75% все еще действующих реакторов поколения II в США получили лицензии на продление срока эксплуатации до 60 лет.
Реактор РБМК-1000, взорвавшийся в энергоблоке № 4 Чернобыльской АЭС, был реактором второго поколения.
Три разрушенных реактора АЭС Фукусима также были реакторами поколения II, это были реакторы с кипящей водой (BWR) марки I, разработанные General Electric. В 2016 году в эксплуатацию был введен блок 2 АЭС Уоттс-Бар, который, вероятно, станет последним реактором поколения II, введенным в эксплуатацию в США.